# Shangcheng Chengguanzhen (häradshuvudort i Kina, Henan Sheng, lat 31,80, long 115,40)
Shangcheng Chengguanzhen (kinesiska: 商城城关镇, 商城县) är en häradshuvudort i Kina. Den ligger i provinsen Henan, i den centrala delen av landet, omkring 370 kilometer sydost om provinshuvudstaden Zhengzhou. Antalet invånare är 495 526. Befolkningen består av 250 709 kvinnor och 244 817 män. Barn under 15 år utgör 27,0 %, vuxna 15-64 år 61 %, och äldre över 65 år 11,0 %.
Runt Shangcheng Chengguanzhen är det ganska tätbefolkat, med 239 invånare per kvadratkilometer. Det finns inga andra samhällen i närheten. Trakten runt Shangcheng Chengguanzhen består till största delen av jordbruksmark.
Genomsnittlig årsnederbörd är 1 445 millimeter. Den regnigaste månaden är juli, med i genomsnitt 258 mm nederbörd, och den torraste är januari, med 34 mm nederbörd.